# Linaria araratica
Linaria araratica là một loài thực vật có hoa trong họ Mã đề. Loài này được Tzvelev mô tả khoa học đầu tiên.